# Vodní nádrž Stanovice
Vodní nádrž Stanovice se nachází severovýchodně od obce Stanovice a je součástí vodohospodářské soustavy Stanovice–Březová tvořené vodním dílem Stanovice, čerpací stanicí Teplička, jezem Teplička a vodním dílem Březová. Nádrž se rozprostírá v údolí Lomnického potoka a částečně i v údolí jeho přítoku Dražovského potoka.
Práce na stavbě vodního díla Stanovice začaly v roce 1972 a dokončeny byly v roce 1978. Projektantem byl podnik Hydroprojekt Praha, provádějícími firmami byly Vodní stavby Praha, Sigma Hranice, ČKD Blansko, EZ Praha, ZPA Praha a ABK Výmar (Německá demokratická republika). Hráz je přímá, sypaná, kamenitá s návodním asfaltovým těsněním. Nádrž je dlouhá 3 km o celkové zatopené ploše 142 ha.
Správcem je státní podnik Povodí Ohře.

## Účel
Hlavním účelem je především akumulace vody pro zásobení Karlovarska pitnou vodou. Vodní dílo Stanovice je vodárenskou nádrží se stanoveným ochranným pásmem. Sekundárně slouží jako protipovodňová ochrana Karlových Varů. Vedlejším účelem nádrže je výroba elektrické energie a zvyšování průtoku při pořádání kanoistických závodů na toku pod hrází.

## Hydrologické údaje
Vodní nádrž shromažďuje vodu z povodí o rozloze 92,1 km², ve kterém je dlouhodobý roční průměr srážek 700 milimetrů. Průměrný roční průtok je 0,56 m³/s a neškodný odtok dosahuje 13 m³/s.
| N             | 1    | 5    | 10   | 50   | 100  |
| ------------- | ---- | ---- | ---- | ---- | ---- |
| Průtok (m³/s) | 18,6 | 33,6 | 43,2 | 73,2 | 90,0 |